# 济宁话
济宁话是山东省济宁市地区所说的官话方言，属于中原官话。

## 系属
《中国语言地图集》将济宁话归属为中原官话蔡鲁片。
《中原官话分区(槁)》则将其归为中原官话兖菏片。

## 音系

### 声调
济宁话调类与普通话一致，但调值不同。
| 地区           | 阴平 | 阳平 | 上声 | 去声 |
| -------------- | ---- | ---- | ---- | ---- |
| 普通话（对照） | 55   | 35   | 214  | 51   |
| 济宁           | 213  | 52   | 55   | 312  |
| 汶上           | 13   | 42   | 44   | 312  |

### 音韵

#### 尖团音
老济宁话严格区分尖团音，但近年来受普通话影响，尖团音已经逐步合流。济宁城区尖团音已经完全合流。

#### 平翘舌
济宁话不区分平翘舌。知照组、精组字均读平舌音。